# Hałaśnik białobrzuchy
Hałaśnik białobrzuchy (Crinifer leucogaster) – gatunek ptaka z podrodziny hałaśników (Criniferinae) w obrębie rodziny turakowatych (Musophagidae). Występuje w Afryce, nie jest zagrożony wyginięciem.

## Zasięg występowania
Zasięg występowania hałaśnika białobrzuchego ograniczony jest do sawann bogatych w akacje we wschodniej i północno-wschodniej Afryce: obejmuje północno-zachodnią, środkową i południową Somalię, Erytreę, Etiopię, Sudan Południowy, północno-wschodnią Ugandę (Karamoja i Teso), północną i wschodnią Kenię oraz na południe poprzez wschodni płaskowyż Tanzanii (na zachód do Tabory i na południe do Parku Narodowego Ruaha).

## Taksonomia
Gatunek po raz pierwszy opisał w 1842 roku niemiecki zoolog Eduard Rüppell, nadając mu nazwę Chizærchis leucogaster. Jako miejsce typowe odłowu holotypu wskazał południową Etiopię. Obecnie (2023) należy do rodzaju Crinifer, jednak niektóre ujęcia taksonomiczne umieszczają go w rodzaju Corythaixoides lub monotypowym Criniferoides. Takson monotypowy.

### Etymologia
Nazwa rodzajowa: łac. crinifer (prawdopodobnie mylna interpretacja słowa criniger) „długowłosy”, od crinis „włosy”; -fer „noszący”, od ferre „nosić”.

Epitet gatunkowy: gr. λευκος „leukos” biały; γαστηρ gastēr, γαστρος gastros „brzuch”.

## Morfologia
Długość ciała średnio 50 cm (w tym ogona 24–25 cm); masa ciała samic 225–250 g, samców 170–225 g. Tabela przedstawia długość ciała dla siedmiu dorosłych ptaków schwytanych podczas ekspedycji w Kenii (wymiary w mm):
|        | Długość ciała      |
| ------ | ------------------ |
| Samice | 527, 508, 483      |
| Samce  | 487, 488, 485, 508 |

Dorosłe ptaki szare, z białym brzuchem i dolnymi pokrywami ogonowymi. Na głowie sztywny, spiczasty brązowoszary grzebień o długości 60 mm, końcówki piór grzebienia koloru czarnego. Boki głowy, broda, cała szyja i pierś koloru szarego, tak jak i górne części ciała; średnie i większe pokrywy skrzydłowe z czarnymi końcówkami tworzącymi czarne pasma przy złożonym skrzydle. Białe podstawy na czarnych pokrywach podskrzydłowych tworzą wyraźną białą łatę w locie. Ogon czarny z szerokim białym pasmem w jego środkowej części. Dziób u samców czarniawy, u samic groszkowozielony (podczas sezonu rozrodczego staje się żółtawy); oko koloru piwno-brązowego, nogi i stopy czarne. Młode ptaki podobne do dorosłych, ale ich upierzenie jest bardziej brązowawe, zwłaszcza na pokrywach skrzydłowych.

## Ekologia

### Siedlisko i pokarm
Hałaśnik białobrzuchy zamieszkuje zwykle gorące, nisko położone akacjowe stepy i sawanny z rozproszonymi drzewami. Występuje do 1700 m n.p.m. Nie migruje, głównie osiadły w całym swoim zasięgu występowania.
Odżywia się owocami, kwiatami, nasionami, pąkami akacji, szczególnie preferując młode, zielone strąki Acacia tortilis.
Odzywa się zwykle głośnymi, nosowymi „haa haa haa” lub „gwaa”. Nawoływania te są powtarzane kilka razy, często przez dwa ptaki w duecie. Odzywa się również głośnym „go-wayeer”. Jeden ptak słyszany nad rzeką Siolo w Kenii perfekcyjnie imitował szczekanie psa.

### Lęgi
Okres rozrodczy przypada na okres od lutego do lipca w Somalii i Etiopii, od lutego do sierpnia w Kenii i Tanzanii oraz od lipca do sierpnia w północno-wschodniej Ugandzie. Gniazdo jest raczej małą, kruchą i płaską strukturą zbudowaną z gałązek, znajdującą się od 3 do 12 m nad ziemią i generalnie na drzewach akacjowych. Samica składa 2–3 owalne, błyszczące, bladoniebieskawe jaja; okres inkubacji trwa 27–28 dni, jaja wysiadywana są przez obie płci.

## Status i zagrożenia
W Czerwonej księdze gatunków zagrożonych Międzynarodowej Unii Ochrony Przyrody został zaliczony do kategorii LC (ang. Least Concern „najmniejszej troski”). Globalna liczebność populacji nie jest znana, ale gatunek ten jest na ogół dość powszechny w całym zakresie swojego występowania. Prawdopodobnie ponosi jakieś straty na skutek działania ptaków drapieżnych w podobny sposób jak inne ptaki w podobnych siedliskach, ale żadne dane na ten temat nie zostały opublikowane. Brak również dowodów na spadek populacji lub jakieś inne zagrożenia dla tego ptaka.